# Unbeatable
Unbeatable (激戰, Ji zhan) è un film del 2013 scritto e diretto da Dante Lam.

## Distribuzione
Il film è stato distribuito in Italia a partire dal 19 luglio 2016, senza passare per le sale cinematografiche, direttamente in home video per conto della CG Entertainment, in collaborazione con la Tucker Film e il Far East Film Festival.

## Riconoscimenti
- 2013 - Festival del film cinese-americano
  - Miglior film a Dante Lam
- 2013 - Asia-Pacific Film Festival
  - Nomination Miglior attore a Nick Cheung
  - Nomination Miglior attrice non protagonista a Crystal Lee
- 2013 - Golden Horse Film Festival
  - Nomination Miglior attore a Nick Cheung
  - Nomination Miglior attore non protagonista a Eddie Peng
  - Nomination Miglior attrice non protagonista a Crystal Lee
  - Nomination Miglior montaggio a Chung Chiu-wai
  - Nomination Miglior Sound Designer a Phyllis Cheng
  - Nomination Miglior coreografie action a Ling Chi-wah
- 2013 - Huading Film Awards
  - Miglior regia a Dante Lam
  - Miglior attore a Nick Cheung
- 2013 - Macao International Movie Festival
  - Nomination Miglior regia a Dante Lam
- 2013 - Shanghai International Film Festival
  - Nomination Miglior film a Dante Lam
  - Miglior attore a Nick Cheung
  - Miglior attrice non protagonista a Crystal Lee
- 2014 - Beijing Student Film Festival
  - Miglior attore a Nick Cheung
- 2014 - Chinese Film Media Awards
  - Miglior attore a Nick Cheung
  - Nomination Miglior attrice non protagonista a Crystal Lee
  - Nomination Miglior attore non protagonista a Eddie Peng
  - Nomination Miglior regia a Dante Lam
- 2014 - Changchun Film Festival
  - Nomination Miglior regia a Dante Lam
  - Nomination Miglior attore a Nick Cheung
  - Nomination Miglior fotografia a Kenny Tse
  - Nomination Miglior attore non protagonista a Eddie Peng
  - Nomination Miglior attrice non protagonista a Feier Li
  - Nomination Miglior fotografia a Kenny Tse
- 2014 - China Britain Film Festival
  - Miglior attore a Nick Cheung
- 2014 - Hong Kong Film Awards
  - Miglior attore a Nick Cheung
  - Nomination Miglior attrice non protagonista a Crystal Lee
  - Nomination Miglior montaggio a Azrael Chung
  - Nomination Miglior regia a Dante Lam
  - Nomination Miglior sceneggiatura a Dante Lam, Jack Ng, Fung Chi-fung
  - Nomination Miglior fotografia a Kenny Tse
  - Nomination Miglior colonna sonora a Henry Lai
  - Nomination Miglior Sound Designer a Phyllis Cheng
  - Nomination Miglior coreografia d'azione a Ling Chi-wah
- 2014 - Hong Kong Film Critics Society Awards
  - Miglior attore a Nick Cheung
  - Nomination Miglior film a Dante Lam
  - Nomination Miglior attrice non protagonista a Crystal Lee
  - Nomination Miglior sceneggiatura a Dante Lam, Jack Ng, Fung Chi-fung